# Pan Européenne Air Service
Pan Européenne Air Service — французька авіакомпанія, заснована в 1977 році. Базується в аеропорту міста Шамбері (Франція). Надає послуги міжнародного та регіонального повітряного таксі. Основні хаби — аеропорти Ліон-Брон та Шамбері.

## Флот
На 12 липня 2008 року флот авіакомпанії складався з таких літаків:
- 1 Embraer ERJ 145 Family (зданий в оренду перевізнику Hex'Air);
- 1 Piaggio P180 Avanti II;
- 1 Raytheon Beech 1900D Airliner.